# Rikkasjaure
Rikkasjaure är en sjö i Jokkmokks kommun i Lappland och ingår i Luleälvens huvudavrinningsområde. Rikkasjaure ligger i Kaltisbäcken Natura 2000-område.